# Attentato di Gerusalemme del 1997
L'attentato al mercato di Mahane Yehuda del 1997 fu un attentato terroristico suicida perpetrato da militanti di Hamas il 30 luglio 1997 nel mercato popolare di Mahane Yehuda a Gerusalemme in Israele. Sedici persone morirono ed altre 178 furono ferite.

## Contesto
Dopo l'assassinio di Yitzhak Rabin il 4 novembre 1995 e la nomina a primo ministro di Benjamin Netanyahu otto mesi dopo, gli Accordi di Oslo siglati nel 1993 furono di fatto accantonati.
A metà del 1997 l'amministrazione Clinton inviò il sottosegretario Thomas Pickering in Israele perché prendesse contatto con i leader israeliani e palestinesi per riprendere il processo di pace. Il 28 luglio - due giorni prima dell'attentato - autorità di entrambe le parti annunciarono che i negoziati basati sugli Accordi di Oslo sarebbero ripresi.

## L'attentato
Mercoledì 30 luglio 1997 alle 13:15 circa, due palestinesi che trasportavano borse cariche di esplosivo e chiodi si fecero esplodere, quasi simultaneamente, a circa 45 metri di distanza l'uno dall'altro in una via centrale del mercato di Mahane Yehuda, uccidendo 16 persone - tra cui un cittadino arabo di Eilabun - e ferendone altre 178. Tra le vittime, tredici morirono all'istante, mentre altre furono trasportate all'ospedale e spirarono in seguito per le ferite riportate.
Il 4 settembre dello stesso anno, un nuovo attentato terroristico nella via poco distante di Ben Yehuda uccise cinque persone e ne ferì oltre 181.

## Le vittime
Le seguenti persone morirono durante l'attentato:
- Lev Desyatnik, 60, di Gerusalemme
- Regina Giber, 76, di Gerusalemme
- Valentina Kovalenko, 67, di Gerusalemme
- Shmuel Malka, 44, di Mevaseret Zion
- David Nasco, 44, di Mevaseret Zion
- Muhi A-din Othman, 33, di Eilabun
- Simha Fremd, 92, di Gerusalemme
- Gregory Paskhovitz, 15, di Gerusalemme
- Leah Stern, 50, di Gerusalemme
- Rachel Tejgatrio, 83, di Gerusalemme
- Liliya Zelezniak, 47, di Gerusalemme
- Shalom (Golan) Zevulun, 52, di Gerusalemme
- Mark Rabinowitz, 80, di Gerusalemme
- Eli Adourian, 49, di Kfar Adumim (deceduto l'11 agosto)
- Ilya Gazarkh, 73, of Gerusalemme (deceduto il 29 agosto)
- Baruch Ostrovsky, 84, di Gerusalemme (deceduto il 3 ottobre)

## Rivendicazione e motivazioni
Un messaggio delle Brigate Ezzedin al-Qassam, braccio armato di Hamas, lasciato fuori dagli uffici della Croce Rossa a Ramallah e subito trasmesso alle agenzie di tutto il mondo, rivendicava l'attentato e richiedeva il rilascio di tutti prigionieri palestinesi entro le 21 della domenica successiva, senza però specificare cosa sarebbe successo altrimenti.
Alcuni mettono in dubbio l'autenticità di questa rivendicazione, in quanto non sarebbe conforme allo stile di Hamas.
Secondo altri, tra cui Carmi Gillon (ex capo del servizio di sicurezza israeliano), l'attentato rispose alle precise intenzioni di Hamas di sabotare la ripresa dei processi di pace; era infatti in programma per la settimana seguente la visita di Dennis Ross, inviato statunitense che avrebbe somministrato una serie di proposte alle due parti. La visita fu cancellata.
Il Segretario di Stato degli Stati Uniti Madeleine Albright visitò la regione in settembre.

## Conseguenze
Yasser Arafat telefonò a Netanyahu verso le 14:15 dello stesso giorno, per esprimere le proprie condoglianze. Quest'ultimo non accettò il gesto e affermò che Arafat stesso incoraggiava la violenza e non stava facendo abbastanza per combattere Hamas e il terrorismo islamico.
Netanyahu ordinò poi la chiusura delle frontiere con i territori sotto il controllo palestinese, l'oscuramento della radio Voice of Palestine accusata di incitare alla violenza e l'arresto del capo della polizia palestinese, Ghazi Jabali, accusato anch'egli di incitare alla violenza.
Come rappresaglia a lungo termine per questo attentato il governo Israeliano decise di colpire i leader di Hamas. Secondo la stampa israeliana, agenti del Mossad tentarono di avvelenare il presidente Khaled Mesh'al, che al tempo risiedeva in Giordania. Il tentativo di assassinio fallì e gli agenti del Mossad furono catturati dalle autorità giordane. Furono in seguito rilasciati in cambio della libertà di Ahmed Yassin, fondatore e leader spirituale di Hamas che stava scontando l'ergastolo in una prigione israeliana.